# Меджидов, Шахбаба Ягуб оглы
Шахбаба Ягуб оглы Меджидов (азерб. Şahbaba Yaqub oğlu Məcidov; 9 мая 1920, Шин, Нухинский уезд, Азербайджанская ССР — 1994, Сумгаит), известный также под прозвищем «Франчо» (итал. Franço) — советский военнослужащий, участник Великой Отечественной войны и итальянского движения Сопротивления.

## Биография
Шахбаба Ягуб оглы Меджидов родился 9 мая 1920 года в селе Шин Нухинского уезда Азербайджанской ССР. Отец Меджидова был председателем созданного в начале 30-х гг. первого колхоза в его родном селе. Среднее образование получил в сельской школе. В 1937 году поступил в Педагогический техникум имени Ленина в Нухе. Будучи студентом III курса техникума, был призван на военную службу и служил в рядах Красной Армии.
В годы Великой Отечественной войны был тяжело ранен и попал в плен под городом Ромны Сумской области Украинской ССР. В сентябре 1944 года во время перевозки из лагеря для военнопленных в итальянской провинции Равенна бежал из плена и присоединился к партизанам. В 1944—1945 годах воевал в составе 7-й дивизии 28-й Гарибальдийской бригады. Среди партизан он был известен под прозвищем «Франчо».
В 1945 году был принят в ряды Итальянской коммунистической партии. После войны создал первый крупный кооператив в деревне Пунта-Марина в Италии, где служил его председателем в течение 8 лет. Здесь же в Италии он женился на итальянке Терезе Казадио. 31 марта 1955 года Шахбаба Меджидов вместе с женой и дочерью вернулся в Азербайджан. Здесь он сначала работал в Шеки, а с 1960 года — в системе торговли в Сумгаите, где был заведующим магазином. Здесь же Меджидов закончил вечернюю школу и заочно — экономический факультет университета.
Шахбаба Меджидов был награждён орденом «Отечественной войны II степени», «Гарибальдийской звездой», итальянской медалью «20-летие Национально-освободительной войны», «Ровенско-Гарибальдийская дивизия», «Коммунистическая партия Италии», советскими медалями «20-летие победы в Великой Отечественной войне 1941—1945 гг.», «За победу над Германией в Великой Отечественной войне 1941-1945 гг.», «25-летие победы в Великой Отечественной войне 1941—1945 гг.», «30-летие победы в Великой Отечественной войне 1941—1945 гг.», «50-летие Вооруженных Сил СССР», «60-летие Вооруженных Сил СССР», «За доблестный труд», «Ветеран труда».
О Меджидове снят документальный фильм. Личные вещи Шахбаба Меджидова хранятся в Сумгаитском историческом музее.
Скончался Меджидов в 1994 году.

## Семья
- Жена — Тереза Казадио-Меджидова[3];
  - Сын — Шауро Меджидов[4], вёл курсы для вокалистов в Азербайджанской государственной консерватории[6].
  - Дочь — Анна Меджидова[4].